# Цаган-Челутайське сільське поселення
Цага́н-Челута́йське сільське поселення (рос. Цаган-Челутайское сельское поселение) — сільське поселення у складі Могойтуйського району Забайкальського краю Росії.
Адміністративний центр — село Цаган-Челутай.

## Історія
2014 року було утворено села Ізвесткове та Толон шляхом виділення частин із села Цаган-Челутай.

## Населення
Населення сільського поселення становить 1562 особи (2019; 1736 у 2010, 1711 у 2002).

## Склад
До складу сільського поселення входять:
| Населений пункт     | Населення, осіб (2002) | Населення, осіб (2010) |
| ------------------- | ---------------------- | ---------------------- |
| Більчиртуй, село    | 401                    | 488                    |
| Ізвесткове, село    | -                      | -                      |
| Толон, село         | -                      | -                      |
| Цаган-Челутай, село | 1310                   | 1248                   |